# Hydropsyche delrio
Hydropsyche delrio is een schietmot uit de familie Hydropsychidae. De soort komt voor in het Neotropisch en het Nearctisch gebied.